# Балтинвестбанк
Балтинвестбанк (полное название — публичное акционерное общество «Балтийский инвестиционный банк») — российский коммерческий банк.

## История
Банк был основан в 1994 году под названием «Балтонэксим Банк». В 1996 году Балтонэксим Банк стал членом SWIFT, а в 1997 году получил статус дилера в Российской Торговой Системе. В 1998 году появилась информация о слияние банка «Петровского» и «Балтонэксим Банка», однако в 2000 году было объявлено, что сделка не состоялась.
В 2003 году «Балтонэксим Банк» был переименован в «Балтинвестбанк».
В 2007 году банк вошел в ТОП-100 российских банков..
В 2008 году «Балтинвестбанк» становится победителем Национальной премии в области финансов и страхования «Финансовая Россия 2008» в номинации «Лучший банк Санкт-Петербурга по обслуживанию физических лиц».
C ноября 2015 года начал испытывать проблемы с ликвидностью, в связи с чем решался вопрос об отзыве лицензии, 24 декабря 2015 года было принято решение о санации «Балтинвестбанка», санатором выступил АКБ «Абсолют банк», на данный момент[когда?] финансовое положение банка стабильно.

## Деятельность
Приоритетное направление деятельности банка — обслуживание крупных и средних предприятий различных сфер бизнеса в СЗФО и в других регионах России. Также банк активно занимается кредитованием малого бизнеса, кредитованием физических лиц, заключением договоров по ипотеке, приёмом вкладов, расчётно-кассовым обслуживанием юридических лиц, и др. банковскими услугами.
Банк также участвовал в проектах: строительство Ледового дворца спорта и Ушаковской развязки, восстановление сквозного движения на участке метрополитена «Лесная — Площадь Мужества», ремонт транспортных магистралей, закупка автобусов для городских автопарков, развитие предприятий коммунального хозяйства, и др.
Ежегодно банк выделяет значительные средства на различные благотворительные проекты. Среди них можно выделить: финансирование полной реставрации Ростральных колонн на стрелке Васильевского острова и скульптурного ансамбля Петра Клодта «Укрощение коня» на Аничковом мосту в Санкт-Петербурге.
Рейтинговая оценка рейтингового агентства «Эксперт РА» - «B++» присвоена  в ноябре 2009 года. В марте 2010 рейтинг был отозван . 
В 2012 году ЗАО «Информационное агентство AK&M» подтвердило ОАО «Балтинвестбанк» рейтинг кредитоспособности по национальной шкале «А+» со стабильным прогнозом. Активы банка выросли в 2011 году на 17,6 % по сравнению с 2010 годом. По состоянию на 1 апреля 2012 года активы Банка оценивались почти в 59,5 млрд руб., что на 2,9 % больше, чем на 1 января 2012 года. По итогам 1 квартала 2012 года чистая прибыль составила 140,7 млн руб., что почти в 4 раза больше значения за 1 квартал 2011 года. По состоянию на 1 апреля 2012 года привлеченные средства физических лиц выросли на 2,7 % с начала 2012 года и составили 20 338, млн. руб.
По данным «РБК.Рейтинг» «Балтинвестбанк» занимал 72 место в рейтинге «Top500 банков по чистым активам на 1 июля 2012 года» (60 424.24 млн руб.).
На октябрь 2016 года «Балтинвестбанк» занимал 80 место по России по величине активов (76 388 705 тыс.рублей).